# Próba Fowlera
Próba dwuusznego naprzemiennego porównywania głośności Fowlera (ang. Alternate Binaural Loudness Balance – ABLB) – opracowany w 1936 roku przez Edmunda Fowlera test audiometrii nadprogowej pozwalający na diagnostykę topograficzną niedosłuchu.

## Przebieg badania
Pierwszym etapem przeprowadzenia testu jest wyznaczenie krzywych progowych dla obu uszu. Następnie do ucha lepiej słyszącego (ucho odniesienia) podawany jest ton, którego natężenie jest wyższe o 10dB od progu słyszenia dla podawanej częstotliwości. Jednocześnie do ucha gorzej słyszącego (ucho badane), podawany jest ton o identycznej częstotliwości, sukcesywnie wzmacniany, aż do momentu, w którym pacjent stwierdzi jednakową głośność tonów w obu uszach. W kolejnym etapie natężenie tonu w uchu lepiej słyszącym podnoszone jest o 20dB, a wzmacnianie natężenia w uchu badanym trwa aż do potwierdzenia przez badanego jednakowej głośności tonów. Procedurę ponawia się przy zwiększeniu natężenia tonu w uchu odniesienia o kolejne 20dB (aż do 80-90dB).
Badanie ponawia się dla kilku częstotliwości.

### Modyfikacje
Zamiast tonu ciągłego stosuje się podawanie naprzemiennie tonu przerywanego do ucha odniesienia i ucha badanego.

## Wymagania
Warunkiem prawidłowego wykonania testu jest, aby różnica w progu słyszenia obu uszu wynosiła minimum 30dB. Badanie wymaga współpracy z pacjentem.

## Wynik

### Prezentacja
Wynik badania przedstawiony zostaje na wykresie w postaci tzw. drabinki łączącej, dla każdej z badanych częstotliwości, poziomy natężeń, określanych przez badanego, jako posiadające jednakową głośność. Możliwe jest również przedstawienie wyniku w postaci wykresu, na którym na osi odciętych nanoszone są wartości natężeń tonu ucha badanego, a na osi rzędnych ucha odniesienia.

### Możliwe wyniki
W przypadku braku objawu wyrównania głośności linie przebiegają równolegle. Dodatni objaw wyrównania głośności występuje gdy linie zbiegają się dla większych natężeń tonu. Częściowe wyrównanie występuje gdy linie są zbieżne tylko dla mniejszych natężeń. Odwrotne wyrównanie występuje gdy linie rozbiegają się.

### Interpretacja
Dodatni objaw wyrównania głośności jest charakterystyczny dla ślimakowej lokalizacji uszkodzeń słuchu, najczęściej związany z uszkodzeniem komórek słuchowych zewnętrznych.